# Nanhermannia tokara
Nanhermannia tokara är en kvalsterart som beskrevs av Aoki 1987. Nanhermannia tokara ingår i släktet Nanhermannia och familjen Nanhermanniidae. Inga underarter finns listade i Catalogue of Life.